# François-Léon Sicard
François-Léon Sicard, spesso citato solo come François Sicard (Tours, 21 aprile 1862 – Parigi, 7 luglio 1934), è stato uno scultore francese.

## Biografia
François Sicard studiò alla scuola di belle arti di Tours e ottenne una borsa di studio municipale per studiare alla scuola nazionale superiore di belle arti di Parigi, presso il Pierre-Jules Cavelier. Nel 1890 arrivò al secondo gran premio (il terzo posto) del premio di Roma, che in quell'occasione venne vinto da Paul-Jean-Baptiste Gasq. Guadagnatosi il premio di Roma nel 1891 con una statua ritraente il dio Apollo, divenne un pensionario alla villa Medici di Roma dal 1892 al 1895, dove strinse amicizia con Adolphe Déchenaud, che realizzò il suo ritratto. Nonostante la produzione prolifica di opere scultoree sparse per tutta la Francia e in qualche altra nazione (come una statua in onore di George Sand che venne inaugurata nel centenario della sua nascita), non si hanno molte notizie della sua vita.

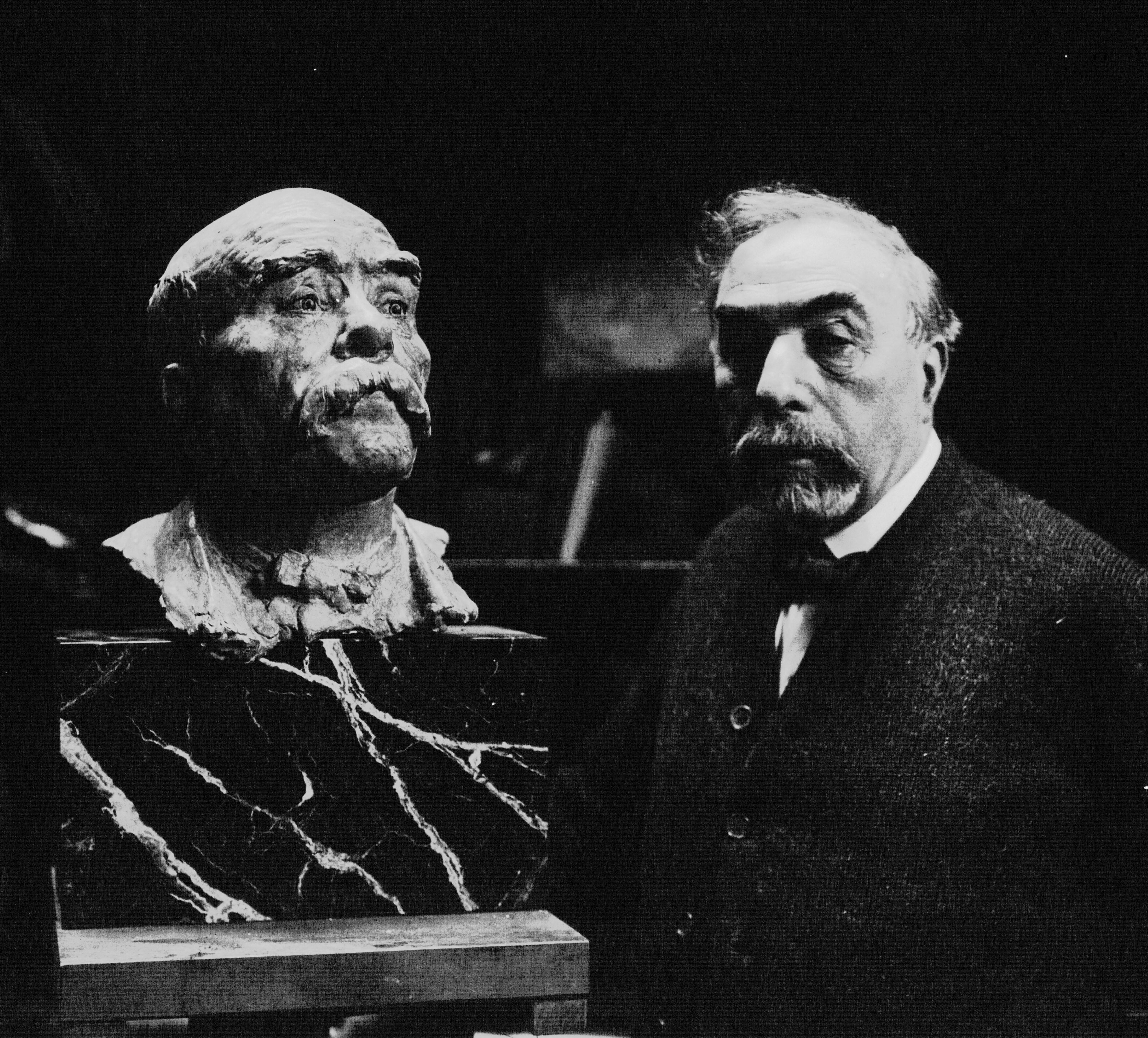
François Sicard e il suo busto di Georges Clemenceau nel 1929.

François Sicard venne nominato cavaliere nell'ordine nazionale della Legion d'onore tramite un decreto del 16 agosto 1900 e venne promosso a ufficiale dello stesso ordine il 16 maggio 1910. Venne eletto membro dell'Istituto di Francia nel 1924 e divenne il presidente dell'accademia di belle arti nel 1930. Fu un professore alla scuola nazionale superiore di belle arti parigina, a capo del laboratorio di scultura per le studentesse dal 1926 al 1934.
Fu lo scultore incaricato di Georges Clemenceau, del quale fece il busto, la statua del gruppo di Sainte-Hermine e che gli commissionò la Minerva in pietra bionda d'Egitto che sovrasta la sua tomba e quella di suo padre al colombario di Mouchamps; infine, nel 1929, realizzò la sua maschera mortuaria.
Egli morì nel 1934 e venne sepolto al cimitero di La Salle, a Tours.

## Opere

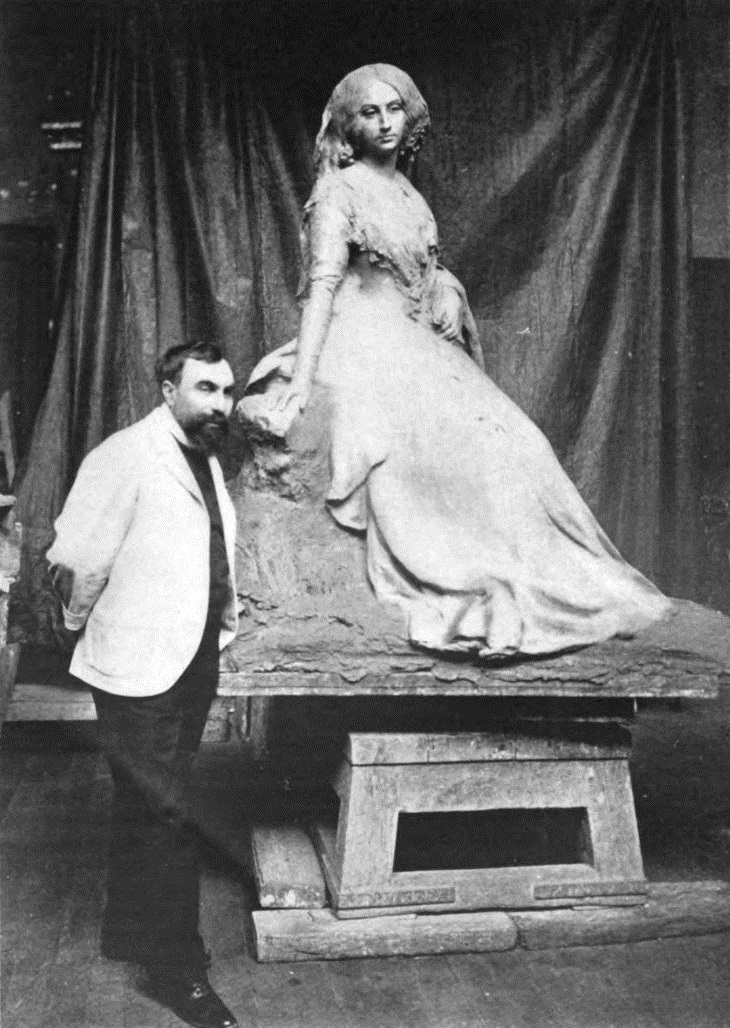
François-Léon Sicard con la statua di George Sand nel 1904.

- Apollo canta nel mezzo dei pastori (1891);[2]
- Il giorno e La notte[5] per il palazzo delle poste di Ginevra (1891);
- Bagnante, municipio di Tours (1893);
- Il buon samaritano, giardino delle Tuileries, Parigi (1896);
- Agar e Ismaele, museo di belle arti di Lione (1897);
- Atlante, municipio di Tours (1900);
- Edipo e la sfinge, museo d'Orsay, Parigi (1903);[6]
- Statua di Michel Colombe, originariamente nella square François Sicard, a Tours, fusa sotto il regime di Vichy, nell'ambito della mobilitazione dei metalli non ferrosi;
- George Sand, giardini del Lussemburgo (1904-1905);
- Busto di Madame Sicard, marmo, museo di belle arti, Tours (1905);
- Progetto decorativo per il museo d'arte e storia di Ginevra (1906);
- Honorat de Bueil de Racan, giardino dei Prébendes d'Oé a Tours (1907);
- Progetto per il Monumento internazionale alla Riforma di Ginevra (1908);
- Monumento alla Convenzione nazionale, Pantheon di Parigi (1913);
- Monumento a Clemenceau a Sainte-Hermine (1921);
- Busto di Georges Clemenceau, municipio di Doullens;
- Monumento ai caduti di Mouilleron-en-Pareds;
- Tomba della cantante Jane Margyl, cimitero di Batignolles, Parigi (post 1907);
- Atena Parthenos, villa Maison Rouge a Hendaye, statua realizzata da Edmond Durandeau;
- Sarah Bernhardt, Place du Maréchal Catroux, Parigi (1926);[6]
- Fontana Archibald, Hyde Park, Sydney (1932);[7]
- Jean-Henri Fabre[8]
- Alfred de Vigny, place de la Marne a Loches;
- Anatole France, giardino pubblico della prefettura di Tours, smontato nel 1934, rieretto nel 1949;
- L'arcangelo San Michele uccide il drago, bronzo sul pignone ovest della Basilica del Sacro Cuore di Montmartre, Parigi;
- Cripta del ricordo, municipio del diciannovesimo arrondissement di Parigi, inaugurata nel 1932;[9]
- Monumento ai caduti, municipio del nono arrondissement di Parigi, inaugurato nel 1932.[10]

## Galleria d'immagini

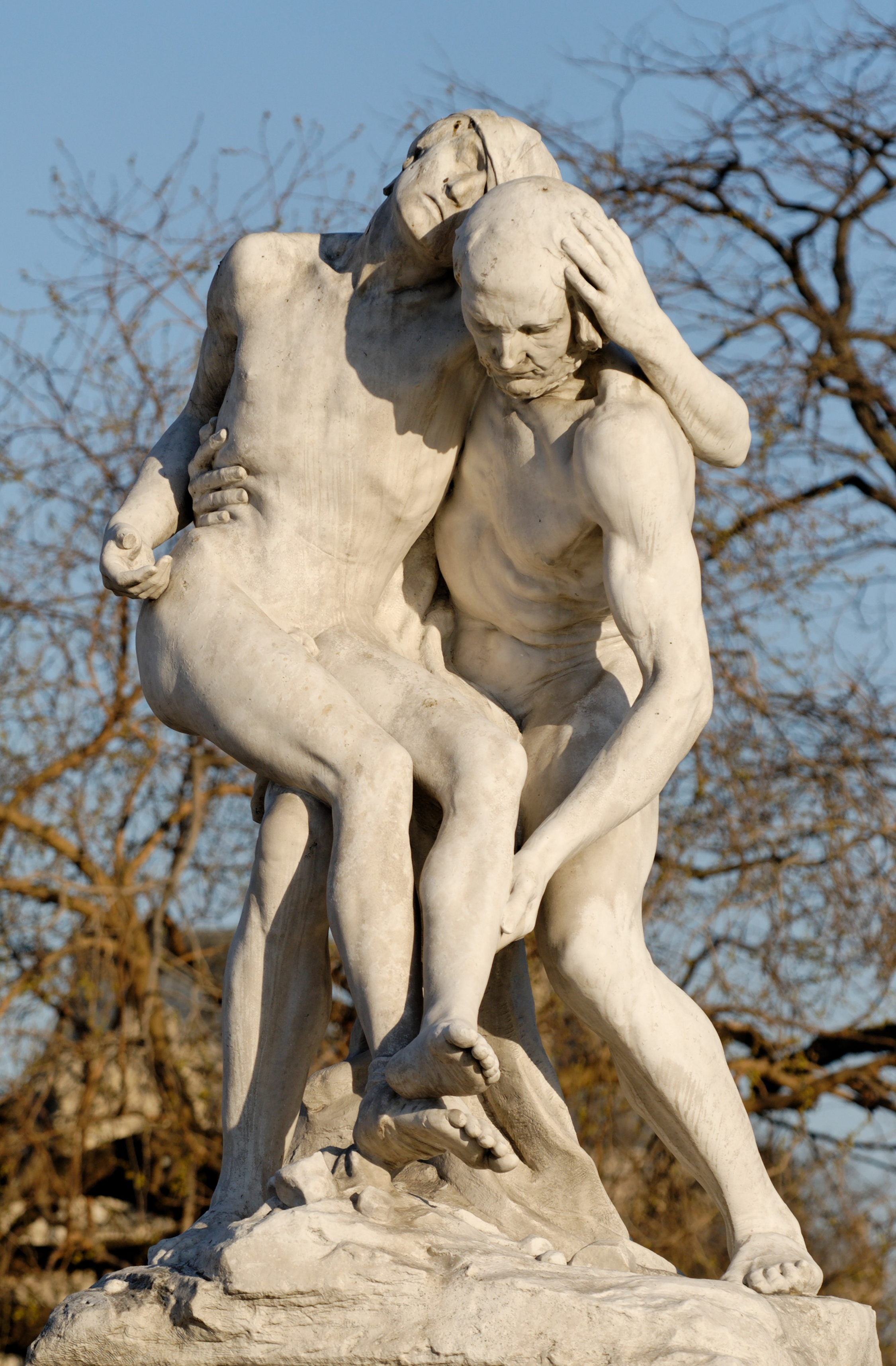
Il buon samaritano, 1896
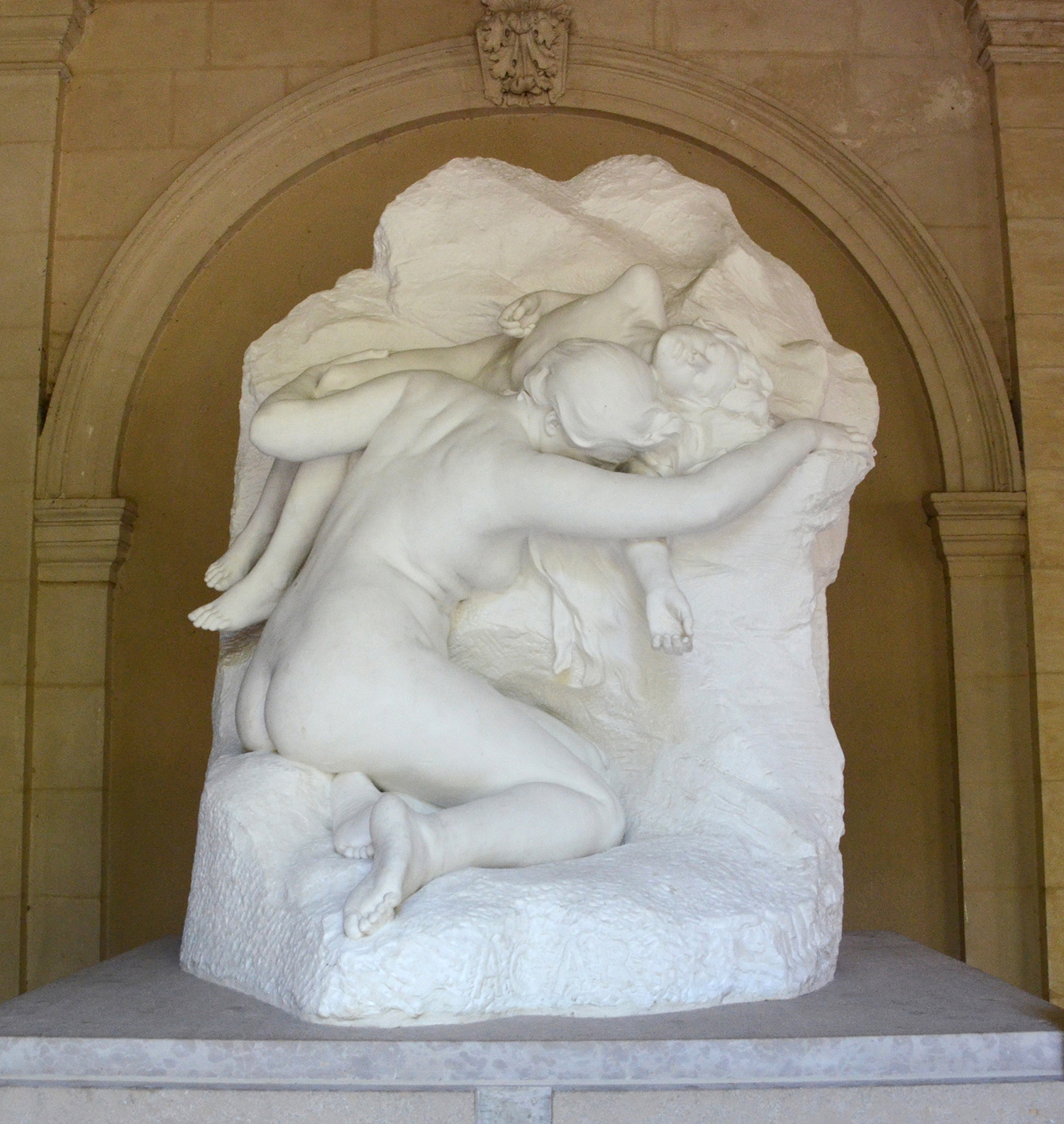
Agar e Ismaele, 1897
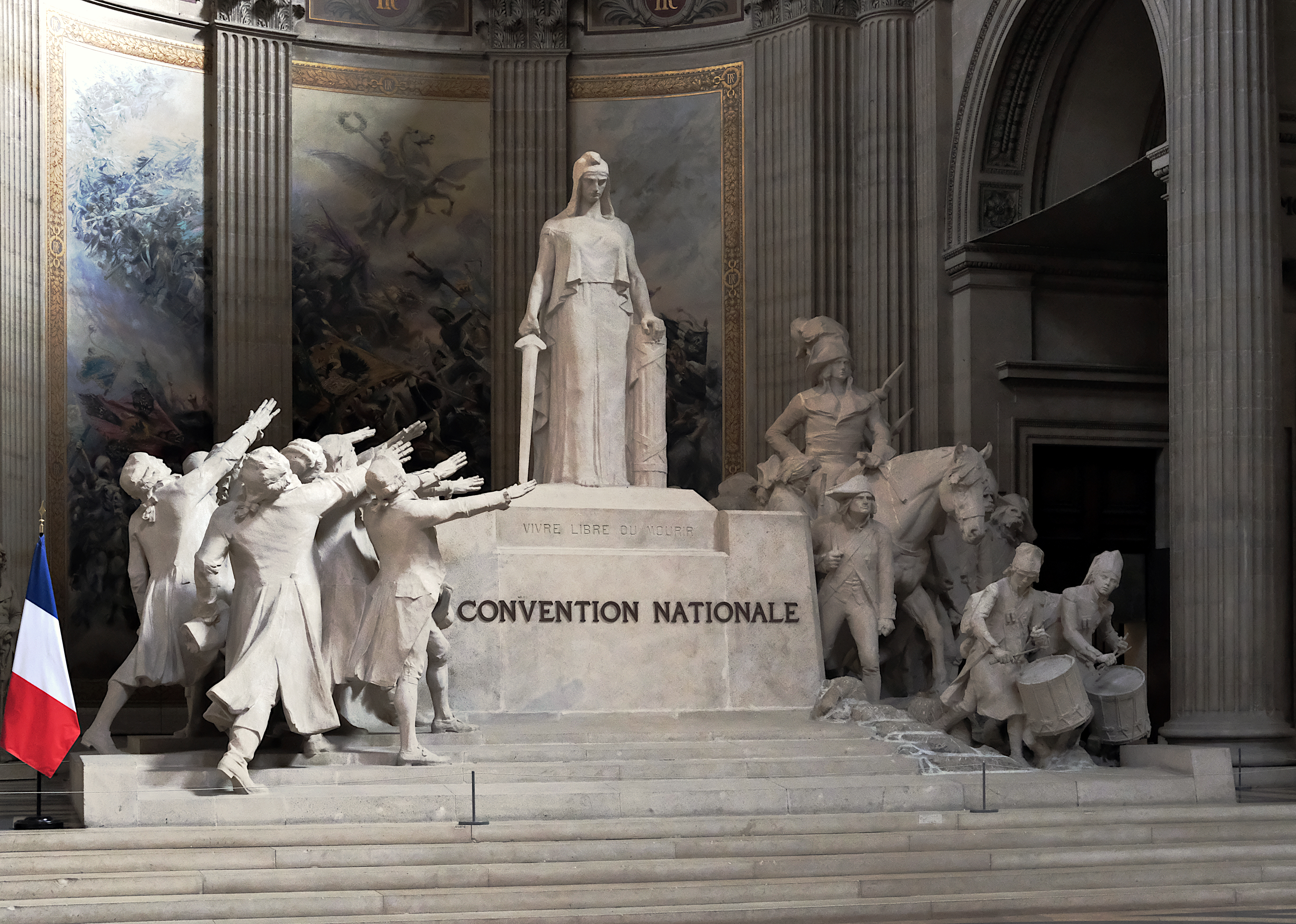
Monumento alla Convenzione nazionale, 1913